# ميدانك كوتشك
ميدانك كوتشك (بالفارسية: میدانک کوچک) هي قرية تقع في قسم عشاير الريفي في إيران. يقدر عدد سكانها بـ 144 نسمة بحسب إحصاء 2016.